# Haitianisch-saudi-arabische Beziehungen
Die haitianisch-saudi-arabischen Beziehungen beschreiben das bilaterale Verhältnis zwischen der Republik Haiti einerseits und dem Königreich Saudi-Arabien andererseits.

## Geschichte und Stand
Die im Jahr 1804 von Frankreich unabhängig gewordene Republik Haiti und das im Jahr 1932 zum Staat vereinigte Saudi-Arabien unterhalten seit dem Jahr 2000 diplomatische Beziehungen.
Die diesbezügliche  gemeinsame Erklärung wurde von den Ständigen Vertretern beider Staaten bei den Vereinten Nationen in New York am 17. November 2000 unterzeichnet.
Es wurden keine diplomatischen oder konsularischen Vertretungen in dem jeweils anderen Land eingerichtet. Der Botschafter Haitis in Doha/Katar ist in Riad nebenakkreditiert. Saudi-Arabien nimmt die Beziehungen zu Haiti durch seine Botschaft in Havanna/Kuba wahr.
Für haitianische Staatsbürger besteht Visumspflicht bei Reisen nach Saudi-Arabien.
Haiti ist Vollmitglied der Organisation Amerikanischer Staaten (OAS), bei der Saudi-Arabien den Status eines ständigen Beobachters innehat. Ferner ist Haiti Mitglied der Karibischen Gemeinschaft (CARICOM), mit der Saudi-Arabien eine regelmäßige Zusammenarbeit aufgebaut hat. Das erste Gipfeltreffem zwischen Saudi-Arabien und der CARICOM fand am 17. November 2023 in Riad statt.
Saudi-Arabien unterstützte nach dem Erdbeben in Haiti 2010 die Hilfsmaßnahmen der Vereinten Nationen mit einem Betrag von 50 Mio. US-Dollar.
Im Jahr 2023 unterzeichnete der CEO des Saudi Fund for Development, Sultan Al-Marshad, mit dem Premierminister Haitis, Ariel Henry, eine Absichtserklärung. die einen Rahmen für die Förderung der Entwicklungszusammenarbeit und Unterstützung in verschiedenen Bereichen schaffte.
Seit der Formalisierung der Beziehungen im November 2000 war weder im politischen noch im wirtschaftlichen oder kulturellen Bereich eine Vertiefung der bilateralen Zusammenarbeit zu beobachten.